# Tour du Détroit
La tour du Détroit (ou la tour de Destroit) est érigée vers 1110 par Hugues de Payns et Godefroy de Saint-Omer entre Haïfa et Césarée pour la sécurité des pèlerins qui allaient à Jérusalem. La forteresse de château Pèlerin est construite à proximité en 1217.